# Zelotes
Zelotes Gistel, 1848 è un genere di ragni appartenente alla famiglia Gnaphosidae.

## Distribuzione
Le 398 specie note di questo genere sono state reperite in tutti i continenti, ad eccezione dei poli: le specie dall'areale più vasto sono la Z. fratris, la Z. puritanus e la Z. sula rinvenute in varie località dell'intera regione olartica. Inoltre altre otto specie sono state reperite in diverse località della regione paleartica: Z. atrocaeruleus, Z. clivicola, Z. exiguus, Z. latreillei, Z. longipes, Z. mundus, Z. segrex e Z. subterraneus.

### In Italia
Di questo genere sul territorio italiano sono state rinvenute sette specie:
1. Zelotes bimaculatus (C. L. Koch, 1837) - Species inquirenda. L'esemplare rinvenuto corrisponde in pieno alla descrizione originaria di Koch del 1837.
2. Zelotes cyanescens Simon, 1914 - Citato in un lavoro di Caporiacco (1932) come rinvenuto in provincia di Torino, e in un lavoro di Denis del 1963 un altro esemplare in provincia di Belluno.
3. Zelotes hirtus (Thorell, 1875) - Species inquirenda. Un esemplare maschile reperito in Liguria e descritto da Canestrini.
4. Zelotes insulanus Dalmas, 1922 - Species inquirenda. Probabilmente andrà rinominata o, secondo Platnick, trasferita al genere Trachyzelotes.
5. Zelotes manius (Simon, 1878) - Esemplare rinvenuto da Caporiacco (1934a) nella laguna di Venezia; da una comunicazione dell'aracnologo Hansen, potrebbe essere Z. longipes.
6. Zelotes mundus (Kulczyński, 1897) - Rinvenimento dubbio di esemplare vivo in Val d'Aosta descritto da Rossi e Bosio (2012). Poiché l'esemplare non è stato conservato in alcuna collezione, non è possibile verificarne l'identificazione.
7. Zelotes pluridentatus Marinaro, 1967 - L'aracnologa Di Franco riporta questa specie nella lista degli Gnaphosidae della Sicilia. Probabilmente si tratta di materiale non ancora pubblicato al 2015.

## Tassonomia
Considerato sinonimo anteriore di Scotophinus Simon, 1905 a seguito di un lavoro di Platnick (1989b); e di Zavattarica Caporiacco, 1941 a seguito di uno studio di Platnick del 1992.
Vi sono quattro specie che, a due a due, portano la stessa denominazione:
1. Zelotes davidi (Simon, 1884) — Libia, Siria
2. Zelotes davidi Schenkel, 1963 — Cina, Corea, Giappone

Sono specie congeneri ma dagli areali molto distanti fra loro; è necessario un ulteriore lavoro per rinominare quella descritta da Schenkel.
1. Zelotes insulanus (L. Koch, 1867) — Grecia
2. Zelotes insulanus Dalmas, 1922 — Italia

Pur essendo state descritte a 55 anni di distanza, in questo caso l'areale è molto vicino. Un ulteriore studio stabilirà se è necessario rinominare quella descritta da Dalmas, o se piuttosto quest'unico esemplare femminile rinvenuto vada trasferito al genere Trachyzelotes con cui ha vari caratteri in comune, come ritiene l'aracnologo Platnick.
Non sono stati esaminati esemplari di questo genere dal 2015.
Attualmente, a febbraio 2016, si compone di 398 specie e 1 sottospecie:
1. Zelotes acapulcoanus Gertsch & Davis, 1940 — Messico
2. Zelotes adderet Levy, 2009 — Israele
3. Zelotes aeneus (Simon, 1878) — Europa
4. Zelotes aerosus Charitonov, 1946 — Creta, Asia centrale
5. Zelotes aestus (Tucker, 1923) — Namibia
6. Zelotes aiken Platnick & Shadab, 1983 — USA
7. Zelotes albanicus (Hewitt, 1915) — Sudafrica
8. Zelotes albomaculatus (O. P.-Cambridge, 1901) — Sudafrica
9. Zelotes alpujarraensis Senglet, 2011 — Spagna
10. Zelotes altissimus Hu, 1989 — Cina
11. Zelotes anchoralis Denis, 1958 — Afghanistan
12. Zelotes andreinii Reimoser, 1937 — Etiopia, Uganda
13. Zelotes anglo Gertsch & Riechert, 1976 — USA, Messico
14. Zelotes angolensis FitzPatrick, 2007[3] — Angola
15. Zelotes anthereus Chamberlin, 1936 — USA
16. Zelotes apricorum (L. Koch, 1876) — dall'Europa al Kazakistan
17. Zelotes argoliensis (C. L. Koch, 1839) — Grecia
18. Zelotes aridus (Purcell, 1907) — Tanzania, Namibia, Sudafrica
19. Zelotes arnoldii Charitonov, 1946 — Asia centrale
20. Zelotes ashae Tikader & Gajbe, 1976 — India
21. Zelotes asiaticus (Bösenberg & Strand, 1906) — Asia orientale
22. Zelotes atlanticus (Simon, 1909) — Marocco
23. Zelotes atrocaeruleus (Simon, 1878) — Regione paleartica
24. Zelotes aurantiacus Miller, 1967 — dall'Europa centrale alla Russia
25. Zelotes azsheganovae Esyunin & Efimik, 1992 — Russia, Kazakistan
26. Zelotes babunaensis (Drensky, 1929) — Grecia
27. Zelotes baeticus Senglet, 2011 — Spagna
28. Zelotes bajo Platnick & Shadab, 1983 — Messico
29. Zelotes balcanicus Deltshev, 2006 — Bulgaria, Romania, Grecia, Macedonia
30. Zelotes baltistanus Caporiacco, 1934 — Russia
31. Zelotes baltoroi Caporiacco, 1934 — India, Karakorum
32. Zelotes bambari FitzPatrick, 2007[4] — Repubblica Centrafricana
33. Zelotes banana FitzPatrick, 2007[4] — Repubblica Democratica del Congo
34. Zelotes barbarus (Simon, 1885) — Marocco, Algeria, Tunisia
35. Zelotes barkol Platnick & Song, 1986 — Russia, Cina
36. Zelotes bashaneus Levy, 1998 — Israele
37. Zelotes bassari FitzPatrick, 2007[4] — Togo
38. Zelotes bastardi (Simon, 1896) — Zimbabwe, Sudafrica, Madagascar
39. Zelotes beijianensis Hu & Wu, 1989 — Cina
40. Zelotes berytensis (Simon, 1884) — Siria
41. Zelotes bharatae Gajbe, 2005 — India
42. Zelotes bicolor Hu & Wu, 1989 — Cina
43. Zelotes bifukaensis Kamura, 2000 — Giappone
44. Zelotes bifurcutis Zhang, Zhu & Tso, 2009 — Taiwan
45. Zelotes bimaculatus (C. L. Koch, 1837) — Italia, Ungheria, Grecia, Russia
46. Zelotes birmanicus (Simon, 1884) — Myanmar
47. Zelotes bokerensis Levy, 1998 — Israele
48. Zelotes boluensis Wunderlich, 2011 — Turchia
49. Zelotes bozbalus Roewer, 1961 — Afghanistan
50. Zelotes brennanorum FitzPatrick, 2007[4] — Malawi, Zimbabwe
51. Zelotes broomi (Purcell, 1907) — Sudafrica
52. Zelotes butarensis FitzPatrick, 2007[5] — Africa centrale e occidentale
53. Zelotes butembo FitzPatrick, 2007[4] — Repubblica Democratica del Congo
54. Zelotes calactinus Di Franco, 1989 — Italia
55. Zelotes caldarius (Purcell, 1907) — Sudafrica
56. Zelotes callidus (Simon, 1878) — Francia
57. Zelotes cantonensis Platnick & Song, 1986 — Cina
58. Zelotes capensis FitzPatrick, 2007[6] — Sudafrica
59. Zelotes capiliae Barrion & Litsinger, 1995 — Filippine
60. Zelotes caprearum (Pavesi, 1875) — Italia
61. Zelotes caprivi FitzPatrick, 2007[7] — Namibia
62. Zelotes capsula Tucker, 1923 — Sudafrica
63. Zelotes caracasanus (Simon, 1893) — Venezuela
64. Zelotes caspius Ponomarev & Tsvetkov, 2006 — Kazakistan
65. Zelotes cassinensis FitzPatrick, 2007[4] — Guinea-Bissau
66. Zelotes catholicus Chamberlin, 1924 — Messico
67. Zelotes cayucos Platnick & Shadab, 1983 — USA
68. Zelotes chandosiensis Tikader & Gajbe, 1976 — India
69. Zelotes chaniaensis Senglet, 2011 — Creta
70. Zelotes chinguli FitzPatrick, 2007[8] — Botswana, Zimbabwe
71. Zelotes chotorus Roewer, 1961 — Afghanistan
72. Zelotes choubeyi Tikader & Gajbe, 1979 — India
73. Zelotes cingarus (O. P.-Cambridge, 1874) — Corfù, Tagikistan
74. Zelotes clivicola (L. Koch, 1870) — Regione paleartica
75. Zelotes coeruleus (Holmberg, 1876) — Argentina
76. Zelotes comparilis (Simon, 1886) — Senegal, Burkina Faso
77. Zelotes cordiger (L. Koch, 1875) — Etiopia
78. Zelotes cordubensis Senglet, 2011 — Spagna
79. Zelotes corrugatus (Purcell, 1907) — Africa meridionale
80. Zelotes creticus (Kulczyński, 1903) — Creta
81. Zelotes criniger Denis, 1937 — Mediterraneo
82. Zelotes cruz Platnick & Shadab, 1983 — USA
83. Zelotes cyanescens Simon, 1914 — Francia, Italia
84. Zelotes daidalus Chatzaki, 2003 — Creta
85. Zelotes davidi (Simon, 1884) — Libia, Siria
86. Zelotes davidi Schenkel, 1963 — Cina, Corea, Giappone
87. Zelotes denapes Platnick, 1993 — Italia
88. Zelotes desioi Caporiacco, 1934 — India
89. Zelotes devotus Grimm, 1982 — Europa
90. Zelotes discens Chamberlin, 1922 — USA
91. Zelotes distinctissimus Caporiacco, 1929 — Grecia
92. Zelotes doddieburni FitzPatrick, 2007[4] — Zimbabwe, Sudafrica
93. Zelotes donan Kamura, 1999 — Isole Ryukyu
94. Zelotes donnanae FitzPatrick, 2007[4] — Congo
95. Zelotes duplex Chamberlin, 1922 — USA, Canada
96. Zelotes egregioides Senglet, 2011 — Portogallo, Spagna, Francia
97. Zelotes egregius Simon, 1914 — Francia, Andorra, Italia, Sicilia
98. Zelotes electus (C. L. Koch, 1839) — dall'Europa all'Asia centrale
99. Zelotes erebeus (Thorell, 1871) — dall'Europa alla Georgia
100. Zelotes eremus Levy, 1998 — Israele
101. Zelotes ernsti (Simon, 1893) — Venezuela
102. Zelotes erythrocephalus (Lucas, 1846) — Algeria
103. Zelotes eskovi Zhang & Song, 2001 — Cina
104. Zelotes eugenei Kovblyuk, 2009 — Grecia, Ucraina
105. Zelotes exiguoides Platnick & Shadab, 1983 — USA, Canada
106. Zelotes exiguus (Müller & Schenkel, 1895) — Regione paleartica
107. Zelotes fagei Denis, 1955 — Niger, Egitto
108. Zelotes faisalabadensis Butt & Beg, 2004 — Pakistan
109. Zelotes fallax Tuneva & Esyunin, 2003 — Russia
110. Zelotes femellus (L. Koch, 1866) — Europa meridionale
111. Zelotes flabellis Zhang, Zhu & Tso, 2009 — Taiwan
112. Zelotes flagellans (L. Koch, 1882) — Isole Baleari
113. Zelotes flavens (L. Koch, 1873) — Australia occidentale
114. Zelotes flavimanus (C. L. Koch, 1839) — Grecia
115. Zelotes flavitarsis (Purcell, 1908) — Sudafrica
116. Zelotes flexuosus Kamura, 1999 — Isole Ryukyu
117. Zelotes florisbad FitzPatrick, 2007[4] — Sudafrica
118. Zelotes florodes Platnick & Shadab, 1983 — USA
119. Zelotes foresta Platnick & Shadab, 1983 — USA
120. Zelotes fratris Chamberlin, 1920 — Regione olartica
121. Zelotes frenchi Tucker, 1923 — Botswana, Zimbabwe, Sudafrica
122. Zelotes fuligineus (Purcell, 1907) — Africa centrale, orientale e meridionale
123. Zelotes fulvaster (Simon, 1878) — Corsica
124. Zelotes fulvopilosus (Simon, 1878) — Spagna, Francia, Isole Baleari
125. Zelotes funestus (Keyserling, 1887) — USA
126. Zelotes fuscimanus (Kroneberg, 1875) — Uzbekistan
127. Zelotes fuscorufus (Simon, 1878) — Corsica, Sardegna
128. Zelotes fuscus (Thorell, 1875) — Ucraina
129. Zelotes fuzeta Wunderlich, 2011 — Portogallo
130. Zelotes gabriel Platnick & Shadab, 1983 — USA
131. Zelotes gallicus Simon, 1914 — Europa, Russia
132. Zelotes galunae Levy, 1998 — Israele
133. Zelotes gattefossei Denis, 1952 — Marocco
134. Zelotes gertschi Platnick & Shadab, 1983 — USA, Messico
135. Zelotes geshur Levy, 2009 — Israele
136. Zelotes gladius Kamura, 1999 — Isole Ryukyu
137. Zelotes golanensis Levy, 2009 — Israele
138. Zelotes gooldi (Purcell, 1907) — Namibia, Sudafrica
139. Zelotes graecus (L. Koch, 1867) — Grecia
140. Zelotes griswoldi Platnick & Shadab, 1983 — USA
141. Zelotes grovus Platnick & Shadab, 1983 — USA
142. Zelotes guineanus (Simon, 1907) — Africa occidentale, centrale e orientale
143. Zelotes gussakovskyi Charitonov, 1951 — Tagikistan
144. Zelotes gynethus Chamberlin, 1919 — USA
145. Zelotes haifaensis Levy, 2009 — Israele
146. Zelotes hanangensis FitzPatrick, 2007[4] — Tanzania
147. Zelotes haplodrassoides (Denis, 1955) — Niger, Etiopia
148. Zelotes hardwar Platnick & Shadab, 1983 — Giamaica
149. Zelotes harmeron Levy, 2009 — Grecia, Israele
150. Zelotes haroni FitzPatrick, 2007[9] — Zimbabwe, Malawi
151. Zelotes hayashii Kamura, 1987 — Giappone
152. Zelotes helanshan Tang et al., 1997 — Cina
153. Zelotes helicoides Chatzaki, 2010 — Creta
154. Zelotes helsdingeni Zhang & Song, 2001 — Cina
155. Zelotes helvoloides Levy, 1998 — Israele
156. Zelotes helvolus (O. P.-Cambridge, 1872) — Israele
157. Zelotes henderickxi Bosselaers, 2012 — Isole Canarie
158. Zelotes hentzi Barrows, 1945 — USA, Canada
159. Zelotes hermani (Chyzer, 1897) — dall'Europa centrale alla Russia
160. Zelotes hirtus (Thorell, 1875) — Francia, Italia
161. Zelotes hispaliensis Senglet, 2011 — Spagna
162. Zelotes holguin Alayón, 1992 — Cuba
163. Zelotes hospitus (Simon, 1897) — India
164. Zelotes hui Platnick & Song, 1986 — Kazakistan, Cina
165. Zelotes humilis (Purcell, 1907) — Zimbabwe, Sudafrica
166. Zelotes hummeli Schenkel, 1936 — Kazakistan, Cina
167. Zelotes ibayensis FitzPatrick, 2007[10] — Tanzania
168. Zelotes icenoglei Platnick & Shadab, 1983 — USA
169. Zelotes illustris Butt & Beg, 2004 — Pakistan
170. Zelotes incertissimus Caporiacco, 1934 — Libia
171. Zelotes inderensis Ponomarev & Tsvetkov, 2006 — Kazakistan
172. Zelotes inglenook Platnick & Shadab, 1983 — USA
173. Zelotes inqayi FitzPatrick, 2007[4] — Repubblica Democratica del Congo
174. Zelotes insulanus (L. Koch, 1867) — Grecia
175. Zelotes insulanus Dalmas, 1922 — Italia
176. Zelotes invidus (Purcell, 1907) — Namibia, Sudafrica
177. Zelotes iriomotensis Kamura, 1994 — Giappone
178. Zelotes itandae FitzPatrick, 2007[4] — Repubblica Democratica del Congo
179. Zelotes ivieorum Platnick & Shadab, 1983 — Messico
180. Zelotes jabalpurensis Tikader & Gajbe, 1976 — India
181. Zelotes jamaicensis Platnick & Shadab, 1983 — Giamaica
182. Zelotes jocquei FitzPatrick, 2007 — Kenya
183. Zelotes josephine Platnick & Shadab, 1983 — USA
184. Zelotes katombora FitzPatrick, 2007 — Zimbabwe
185. Zelotes kazachstanicus Ponomarev & Tsvetkov, 2006 — Kazakistan
186. Zelotes kerimi (Pavesi, 1880) — Tunisia
187. Zelotes keumjeungsanensis Paik, 1986 — Cina, Corea
188. Zelotes khostensis Kovblyuk & Ponomarev, 2008 — Russia
189. Zelotes kimi Paik, 1992 — Corea
190. Zelotes kimwha Paik, 1986 — Corea, Giappone
191. Zelotes konarus Roewer, 1961 — Afghanistan
192. Zelotes kulempikus FitzPatrick, 2007 — Kenya
193. Zelotes kulukhunus FitzPatrick, 2007 — Burkina Faso, Ciad
194. Zelotes kumazomba FitzPatrick, 2007 — Malawi
195. Zelotes kuncinyanus FitzPatrick, 2007 — Sudafrica
196. Zelotes kuntzi Denis, 1953 — Yemen
197. Zelotes kusumae Tikader, 1982 — India
198. Zelotes laccus (Barrows, 1919) — USA, Canada
199. Zelotes laconicus Senglet, 2011 — Grecia
200. Zelotes laetus (O. P.-Cambridge, 1872) — Mediterraneo, Africa tropicale, Isole di Capo Verde, USA, Messico, Perù, Hawaii
201. Zelotes laghmanus Roewer, 1961 — Afghanistan
202. Zelotes lagrecai Di Franco, 1994 — Marocco
203. Zelotes lasalanus Chamberlin, 1928 — America settentrionale
204. Zelotes latreillei (Simon, 1878) — Regione paleartica
205. Zelotes lavus Tucker, 1923 — Africa meridionale
206. Zelotes lehavim Levy, 2009 — Israele
207. Zelotes liaoi Platnick & Song, 1986 — Cina
208. Zelotes lichenyensis FitzPatrick, 2007 — Malawi
209. Zelotes lightfooti (Purcell, 1907) — Sudafrica
210. Zelotes listeri (Audouin, 1826) — Egitto
211. Zelotes lividus Mello-Leitão, 1943 — Argentina
212. Zelotes longestylus Simon, 1914 — Francia
213. Zelotes longinquus (L. Koch, 1866) — Algeria
214. Zelotes longipes (L. Koch, 1866) — Regione paleartica
215. Zelotes lotzi FitzPatrick, 2007 — Sudafrica
216. Zelotes lubumbashi FitzPatrick, 2007 — Congo
217. Zelotes lutorius (Tullgren, 1910) — Tanzania
218. Zelotes lymnophilus Chamberlin, 1936 — USA
219. Zelotes maccaricus Di Franco, 1998 — Italia
220. Zelotes maindroni (Simon, 1905) — India
221. Zelotes mandae Tikader & Gajbe, 1979 — India
222. Zelotes mandlaensis Tikader & Gajbe, 1976 — India
223. Zelotes manius (Simon, 1878) — Europa meridionale
224. Zelotes manytchensis (Ponomarev & Tsvetkov, 2006) — Iran, Russia
225. Zelotes manzae (Strand, 1908) — Isole Canarie
226. Zelotes mashonus FitzPatrick, 2007 — Congo, Botswana, Zimbabwe, Sudafrica
227. Zelotes matobensis FitzPatrick, 2007 — Zimbabwe
228. Zelotes mayanus Chamberlin & Ivie, 1938 — Messico
229. Zelotes mazumbai FitzPatrick, 2007 — Tanzania
230. Zelotes mediocris (Kulczynski, 1901) — Etiopia
231. Zelotes meinsohni Denis, 1954 — Marocco
232. Zelotes meronensis Levy, 1998 — Israele
233. Zelotes mesa Platnick & Shadab, 1983 — USA, Messico
234. Zelotes messinai Di Franco, 1995 — Italia
235. Zelotes metellus Roewer, 1928 — dalla Grecia all'Iran, Israele
236. Zelotes mikhailovi Marusik, 1995 — Kazakistan, Mongolia
237. Zelotes minous Chatzaki, 2003 — Creta
238. Zelotes miramar Platnick & Shadab, 1983 — Messico
239. Zelotes mkomazi FitzPatrick, 2007 — Tanzania
240. Zelotes moestus (O. P.-Cambridge, 1898) — Messico
241. Zelotes monachus Chamberlin, 1924 — USA, Messico
242. Zelotes monodens Chamberlin, 1936 — USA
243. Zelotes mosioatunya FitzPatrick, 2007 — Botswana, Zambia, Zimbabwe
244. Zelotes muizenbergensis FitzPatrick, 2007 — Sudafrica
245. Zelotes mulanjensis FitzPatrick, 2007 — Malawi
246. Zelotes mundus (Kulczynski, 1897) — Regione paleartica
247. Zelotes murcidus Simon, 1914 — Francia
248. Zelotes murphyorum FitzPatrick, 2007 — Kenya
249. Zelotes musapi FitzPatrick, 2007 — Zimbabwe
250. Zelotes nainitalensis Tikader & Gajbe, 1976 — India
251. Zelotes naliniae Tikader & Gajbe, 1979 — India
252. Zelotes namaquus FitzPatrick, 2007 — Sudafrica
253. Zelotes namibensis FitzPatrick, 2007 — Namibia
254. Zelotes nannodes Chamberlin, 1936 — USA
255. Zelotes naphthalii Levy, 2009 — Israele
256. Zelotes nasikensis Tikader & Gajbe, 1976 — India
257. Zelotes natalensis Tucker, 1923 — Sudafrica
258. Zelotes ngomensis FitzPatrick, 2007 — Sudafrica
259. Zelotes nilgirinus Reimoser, 1934 — India
260. Zelotes nishikawai Kamura, 2010 — Taiwan
261. Zelotes nyathii FitzPatrick, 2007 — Congo, Botswana, Zimbabwe
262. Zelotes oblongus (C. L. Koch, 1833) — Europa
263. Zelotes ocala Platnick & Shadab, 1983 — USA
264. Zelotes occidentalis Melic, 2014 — Spagna, Portogallo
265. Zelotes occultus Tuneva & Esyunin, 2003 — Russia
266. Zelotes olympi (Kulczynski, 1903) — Turchia, Ucraina
267. Zelotes orenburgensis Tuneva & Esyunin, 2003 — Russia, Ucraina
268. Zelotes oryx (Simon, 1879) — Marocco, Algeria
269. Zelotes otavi FitzPatrick, 2007 — Namibia, Botswana
270. Zelotes ovambensis Lawrence, 1927 — Namibia
271. Zelotes ovtsharenkoi Zhang & Song, 2001 — Cina
272. Zelotes pakistaniensis Butt & Beg, 2004 — Pakistan
273. Zelotes pallidipes Tucker, 1923 — Namibia
274. Zelotes paradderet Levy, 2009 — Israele
275. Zelotes paraegregius Wunderlich, 2012 — Isole Canarie
276. Zelotes paranaensis Mello-Leitão, 1947 — Brasile
277. Zelotes parascrutatus Levy, 1998 — Israele
278. Zelotes paroculus Simon, 1914 — Francia, Italia
279. Zelotes pediculatoides Senglet, 2011 — Spagna
280. Zelotes pediculatus Marinaro, 1967 — Algeria
281. Zelotes pedimaculosus Tucker, 1923 — Namibia
282. Zelotes perditus Chamberlin, 1922 — USA
283. Zelotes petrensis (C. L. Koch, 1839) — dall'Europa all'Asia centrale
284. Zelotes petrophilus Chamberlin, 1936 — USA
285. Zelotes pexus (Simon, 1885) — India
286. Zelotes piceus (Kroneberg, 1875) — Tagikistan
287. Zelotes piercy Platnick & Shadab, 1983 — USA
288. Zelotes pinos Platnick & Shadab, 1983 — USA
289. Zelotes planiger Roewer, 1961 — Afghanistan
290. Zelotes platnicki Zhang, Song & Zhu, 2001 — Cina
291. Zelotes plumiger (L. Koch, 1882) — Isole Baleari
292. Zelotes pluridentatus Marinaro, 1967 — Algeria
293. Zelotes poecilochroaeformis Denis, 1937 — Algeria, Tunisia
294. Zelotes poonaensis Tikader & Gajbe, 1976 — India
295. Zelotes potanini Schenkel, 1963 — Russia, Kazakistan, Cina, Corea, Giappone
296. Zelotes prishutovae Ponomarev & Tsvetkov, 2006 — Grecia, Creta, Turchia, Russia, Ucraina
297. Zelotes pseudoapricorum Schenkel, 1963 — Kazakistan, Cina
298. Zelotes pseudogallicus Ponomarev, 2007 — Russia
299. Zelotes pseudopusillus Caporiacco, 1934 — India
300. Zelotes pseustes Chamberlin, 1922 — USA, Messico
301. Zelotes pulchellus Butt & Beg, 2004 — Pakistan
302. Zelotes pulchripes (Purcell, 1908) — Sudafrica
303. Zelotes pullus (Bryant, 1936) — USA
304. Zelotes puritanus Chamberlin, 1922 — Regione olartica
305. Zelotes pyrenaeus Di Franco & Blick, 2003 — Francia
306. Zelotes quadridentatus (Strand, 1906) — Tunisia
307. Zelotes quipungo FitzPatrick, 2007 — Angola
308. Zelotes qwabergensis FitzPatrick, 2007 — Sudafrica
309. Zelotes radiatus Lawrence, 1928 — Africa meridionale
310. Zelotes rainier Platnick & Shadab, 1983 — USA
311. Zelotes reduncus (Purcell, 1907) — Sudafrica
312. Zelotes reimoseri Roewer, 1951 — Francia
313. Zelotes remyi Denis, 1954 — Algeria
314. Zelotes resolution FitzPatrick, 2007 — Sudafrica
315. Zelotes rinske van Helsdingen, 2012 — Italia
316. Zelotes rothschildi (Simon, 1909) — Etiopia, Congo
317. Zelotes rufi Esyunin & Efimik, 1997 — Russia
318. Zelotes rugege FitzPatrick, 2007 — Congo, Ruanda
319. Zelotes rungwensis FitzPatrick, 2007 — Tanzania
320. Zelotes ryukyuensis Kamura, 1999 — Isole Ryukyu
321. Zelotes sajali Tikader & Gajbe, 1979 — India
322. Zelotes sanmen Platnick & Song, 1986 — Cina
323. Zelotes santos Platnick & Shadab, 1983 — Messico
324. Zelotes sarawakensis (Thorell, 1890) — dal Pakistan al Borneo e all'Australia
325. Zelotes sardus (Canestrini, 1873) — Francia, Italia
326. Zelotes sataraensis Tikader & Gajbe, 1979 — India
327. Zelotes sclateri Tucker, 1923 — Sudafrica, Lesotho
328. Zelotes scrutatus (O. P.-Cambridge, 1872) — dall'Africa all'Asia centrale
329. Zelotes segrex (Simon, 1878) — Regione paleartica
330. Zelotes semibadius (L. Koch, 1878) — Azerbaigian
331. Zelotes serratus Wunderlich, 2011 — Portogallo
332. Zelotes shabae FitzPatrick, 2007 — Congo
333. Zelotes shaked Levy, 1998 — Israele
334. Zelotes shantae Tikader, 1982 — India
335. Zelotes siculus (Simon, 1878) — Sicilia
336. Zelotes similis (Kulczynski, 1887) — Europa
  - Zelotes similis hungaricus Kolosváry & Loksa, 1944 — Ungheria
337. Zelotes sindi Caporiacco, 1934 — India, Pakistan
338. Zelotes singroboensis Jézéquel, 1965 — Costa d'Avorio
339. Zelotes siyabonga FitzPatrick, 2007 — Zimbabwe
340. Zelotes skinnerensis Platnick & Prentice, 1999 — USA
341. Zelotes somaliensis FitzPatrick, 2007 — Somalia
342. Zelotes songus FitzPatrick, 2007 — Sudafrica
343. Zelotes soulouensis FitzPatrick, 2007 — Burkina Faso
344. Zelotes spadix (L. Koch, 1866) — Spagna, Africa settentrionale
345. Zelotes spilosus Yin, 2012 — Cina
346. Zelotes spinulosus Denis, 1958 — Afghanistan
347. Zelotes stolidus (Simon, 1879) — Algeria, Libia
348. Zelotes strandi (Nosek, 1905) — Turchia
349. Zelotes subaeneus (Simon, 1886) — Senegal
350. Zelotes subterraneus (C. L. Koch, 1833)[11] — Regione paleartica
351. Zelotes sula Lowrie & Gertsch, 1955 — Regione olartica
352. Zelotes surekhae Tikader & Gajbe, 1976 — India
353. Zelotes swelus FitzPatrick, 2007 — Congo
354. Zelotes talpa Platnick & Shadab, 1983 — Messico
355. Zelotes talpinus (L. Koch, 1872) — Europa
356. Zelotes tambaramensis Caleb & Mathai, 2013 — India
357. Zelotes tarsalis Fage, 1929 — Africa settentrionale
358. Zelotes tendererus FitzPatrick, 2007 — Malawi, Zambia, Zimbabwe
359. Zelotes tenuis (L. Koch, 1866) — dal Mediterraneo all'Ucraina, USA
360. Zelotes tetramamillatus (Caporiacco, 1947) — Tanzania
361. Zelotes thorelli Simon, 1914 — Europa meridionale
362. Zelotes tongdao Yin, Bao & Zhang, 1999 — Cina
363. Zelotes tortuosus Kamura, 1987 — Giappone
364. Zelotes tragicus (O. P.-Cambridge, 1872) — Ciad, Etiopia, Israele
365. Zelotes trimaculatus Mello-Leitão, 1930 — Brasile
366. Zelotes tristis (Thorell, 1871) — Svezia
367. Zelotes tropicalis FitzPatrick, 2007 — Africa centrale e occidentale
368. Zelotes tsaii Platnick & Song, 1986 — Cina
369. Zelotes tuckeri Roewer, 1951 — Africa meridionale e orientale
370. Zelotes tulare Platnick & Shadab, 1983 — USA
371. Zelotes tuobus Chamberlin, 1919 — USA, Canada
372. Zelotes turanicus Charitonov, 1946 — Uzbekistan
373. Zelotes turcicus Wunderlich, 2011 — Turchia
374. Zelotes ubicki Platnick & Shadab, 1983 — Messico
375. Zelotes uniformis Mello-Leitão, 1941 — Argentina
376. Zelotes union Platnick & Shadab, 1983 — Messico
377. Zelotes univittatus (Simon, 1897) — India
378. Zelotes uquathus FitzPatrick, 2007 — Sudafrica
379. Zelotes uronesae Melic, 2014 — Spagna
380. Zelotes vespertinus (Thorell, 1875) — Francia, Italia, Bulgaria, Macedonia
381. Zelotes vikela FitzPatrick, 2007 — Senegal
382. Zelotes viola Platnick & Shadab, 1983 — USA
383. Zelotes viveki Gajbe, 2005 — India
384. Zelotes wuchangensis Schenkel, 1963 — Cina, Corea
385. Zelotes xerophilus Levy, 1998 — Israele
386. Zelotes xiaoi Yin, Bao & Zhang, 1999 — Cina
387. Zelotes yani Yin, Bao & Zhang, 1999 — Cina
388. Zelotes yinae Platnick & Song, 1986 — Cina
389. Zelotes yogeshi Gajbe, 2005 — India
390. Zelotes yosemite Platnick & Shadab, 1983 — USA
391. Zelotes zekharya Levy, 2009 — Israele
392. Zelotes zellensis Grimm, 1982 — Germania, Austria
393. Zelotes zephyrus Kamura, 1999 — Isole Ryukyu
394. Zelotes zhaoi Platnick & Song, 1986 — Russia, Cina
395. Zelotes zhengi Platnick & Song, 1986 — Cina
396. Zelotes zhui Yang & Tang, 2003 — Cina
397. Zelotes zin Levy, 1998 — Israele
398. Zelotes zonognathus (Purcell, 1907) — Africa meridionale, centrale e occidentale

### Specie trasferite
1. Zelotes adriaticus Caporiacco, 1953; trasferita al genere Trachyzelotes Lohmander, 1944[1].
2. Zelotes aradensis Levy, 1998; trasferita al genere Heser Tuneva, 2004.
3. Zelotes barbatus (L. Koch, 1866); trasferita al genere Trachyzelotes Lohmander, 1944.
4. Zelotes bardiae Caporiacco, 1928; trasferita al genere Trachyzelotes Lohmander, 1944.
5. Zelotes bernardi Marinaro, 1967; trasferita al genere Heser Tuneva, 2004.
6. Zelotes bitolensis (Drensky, 1929); trasferita al genere Civizelotes Senglet, 2012.
7. Zelotes bonneti Marinaro, 1967; trasferita al genere Heser Tuneva, 2004.
8. Zelotes brachialis (Garneri, 1902); trasferita al genere Setaphis Simon, 1893.
9. Zelotes brasilianus (Keyserling, 1891); trasferita al genere Trachyzelotes Lohmander, 1944.
10. Zelotes bryantae Roewer, 1951; trasferita al genere Herpyllus Hentz, 1832.
11. Zelotes caporiaccoi Roewer, 1951; trasferita al genere Setaphis Simon, 1893.
12. Zelotes carbonarius (O. Pickard-Cambridge, 1872); trasferita al genere Drassyllus Chamberlin, 1922.
13. Zelotes carmeli (O. Pickard-Cambridge, 1872); trasferita al genere Setaphis Simon, 1893.
14. Zelotes caucasius (L. Koch, 1866); trasferita al genere Civizelotes Senglet, 2012.
15. Zelotes cavaleriei Schenkel, 1963; trasferita al genere Trachyzelotes Lohmander, 1944.
16. Zelotes citipes (Simon, 1893); trasferita al genere Heser Tuneva, 2004.
17. Zelotes civicus (Simon, 1878); trasferita al genere Civizelotes Senglet, 2012.
18. Zelotes completus (Banks, 1898); trasferita al genere Urozelotes Mello-Leitão, 1938.
19. Zelotes convolutus Denis, 1953; trasferita al genere Setaphis Simon, 1893.
20. Zelotes costatus Denis, 1952; trasferita al genere Trachyzelotes Lohmander, 1944.
21. Zelotes cumensis Ponomarev, 1979; trasferita al genere Trachyzelotes Lohmander, 1944.
22. Zelotes dentatidens Simon, 1914; trasferita al genere Civizelotes Senglet, 2012.
23. Zelotes desecheonis Petrunkevitch, 1930; trasferita al genere Camillina Berland, 1919.
24. Zelotes elytrogaster Mello-Leitão, 1944; trasferita al genere Camillina Berland, 1919.
25. Zelotes errans Benoit, 1977; trasferita al genere Trachyzelotes Lohmander, 1944.
26. Zelotes excavatus Schenkel, 1963; trasferita al genere Drassyllus Chamberlin, 1922.
27. Zelotes foveolatus (Simon, 1880); trasferita al genere Trachyzelotes Lohmander, 1944.
28. Zelotes fuscipes (L. Koch, 1866); trasferita al genere Trachyzelotes Lohmander, 1944.
29. Zelotes fuscomicans (Simon, 1878); trasferita al genere Drassyllus Chamberlin, 1922.
30. Zelotes galapagoensis (Banks, 1902); trasferita al genere Camillina Berland, 1919.
31. Zelotes glossus (Strand, 1915); trasferita al genere Trachyzelotes Lohmander, 1944.
32. Zelotes gomerae Schmidt, 1981; trasferita al genere Setaphis Simon, 1893.
33. Zelotes gracilis (Canestrini, 1868); trasferita al genere Civizelotes Senglet, 2012.
34. Zelotes gracillimus (O. Pickard-Cambridge, 1872); trasferita al genere Synaphosus Platnick & Shadab, 1980.
35. Zelotes hierosolymitanus Levy, 1998; trasferita al genere Heser Tuneva, 2004.
36. Zelotes holosericeus (Simon, 1878); trasferita al genere Trachyzelotes Lohmander, 1944.
37. Zelotes hungaricus Balogh, 1935; trasferita al genere Cryptodrassus Miller, 1943.
38. Zelotes iheringi Mello-Leitão, 1943; trasferita al genere Apopyllus Platnick & Shadab, 1984.
39. Zelotes incisupalpis Levy, 1998; trasferita al genere Heser Tuneva, 2004.
40. Zelotes infumatus (O. Pickard-Cambridge, 1872); trasferita al genere Heser Tuneva, 2004.
41. Zelotes insipiens (Simon, 1885); trasferita al genere Trachyzelotes Lohmander, 1944.
42. Zelotes intricatus Denis, 1947; trasferita al genere Synaphosus Platnick & Shadab, 1980.
43. Zelotes javanus (Kulczynski, 1911); trasferita al genere Odontodrassus Jézéquel, 1965.
44. Zelotes jaxartensis (Kroneberg, 1875); trasferita al genere Trachyzelotes Lohmander, 1944.
45. Zelotes joannisi Schenkel, 1963; trasferita al genere Cladothela Kishida, 1928.
46. Zelotes katangae Giltay, 1935; trasferita al genere Aphantaulax Simon, 1878.
47. Zelotes keyserlingi Roewer, 1951; trasferita al genere Urozelotes Mello-Leitão, 1938.
48. Zelotes kulczynskii (Bösenberg, 1902); trasferita al genere Trachyzelotes Lohmander, 1944.
49. Zelotes lutetianus (L. Koch, 1866); trasferita al genere Drassyllus Chamberlin, 1922.
50. Zelotes luteus (F. O. Pickard-Cambridge, 1899); trasferita al genere Urozelotes Mello-Leitão, 1938.
51. Zelotes lyonneti (Audouin, 1826); trasferita al genere Trachyzelotes Lohmander, 1944.
52. Zelotes marmoratus Mello-Leitão, 1943; trasferita al genere Camillina Berland, 1919.
53. Zelotes medianus Denis, 1935; trasferita al genere Civizelotes Senglet, 2012.
54. Zelotes melanophorus Mello-Leitão, 1941; trasferita al genere Apopyllus Platnick & Shadab, 1984.
55. Zelotes mexicanus (Banks, 1898); trasferita al genere Drassyllus Chamberlin, 1922.
56. Zelotes microbarbatus Marinaro, 1967; trasferita al genere Trachyzelotes Lohmander, 1944.
57. Zelotes minimus Caporiacco, 1936; trasferita al genere Synaphosus Platnick & Shadab, 1980.
58. Zelotes mutabilis (Simon, 1878); trasferita al genere Trachyzelotes Lohmander, 1944.
59. Zelotes napaeus (L. Koch, 1876); trasferita al genere Echemus Simon, 1878.
60. Zelotes nilicola (O. Pickard-Cambridge, 1874); trasferita al genere Heser Tuneva, 2004.
61. Zelotes nitidus (Thorell, 1875); trasferita al genere Drassyllus Chamberlin, 1922.
62. Zelotes pacificus (Simon, 1899); trasferita al genere Urozelotes Mello-Leitão, 1938.
63. Zelotes pallidenotatus Mello-Leitão, 1938; trasferita al genere Eilica Keyserling, 1891.
64. Zelotes pallidipatellis (Bösenberg & Strand, 1906); trasferita al genere Sernokorba Kamura, 1992.
65. Zelotes pananus Chamberlin, 1936; trasferita al genere Sergiolus Simon, 1891.
66. Zelotes paulistus Roewer, 1951; trasferita al genere Urozelotes Mello-Leitão, 1938.
67. Zelotes pauper Mello-Leitão, 1942; trasferita al genere Apopyllus Platnick & Shadab, 1984.
68. Zelotes pedestris (C. L. Koch, 1837); trasferita al genere Trachyzelotes Lohmander, 1944.
69. Zelotes peninsulanus (Banks, 1898); trasferita al genere Trachyzelotes Lohmander, 1944.
70. Zelotes philippsoni Denis, 1956; trasferita al genere Trachyzelotes Lohmander, 1944.
71. Zelotes porteri (Simon, 1904); trasferita al genere Urozelotes Mello-Leitão, 1938.
72. Zelotes praeficus (L. Koch, 1866); trasferita al genere Drassyllus Chamberlin, 1922.
73. Zelotes pumilus (C. L. Koch, 1839); trasferita al genere Drassyllus Chamberlin, 1922.
74. Zelotes pusillus (C. L. Koch, 1833); trasferita al genere Drassyllus Chamberlin, 1922.
75. Zelotes pygmaeus Miller, 1943; trasferita al genere Civizelotes Senglet, 2012.
76. Zelotes ravidus (L. Koch, 1875); trasferita al genere Trachyzelotes Lohmander, 1944.
77. Zelotes rubicundulus (Simon, 1878); trasferita al genere Trachyzelotes Lohmander, 1944.
78. Zelotes rufipes (Thorell, 1875); trasferita al genere Poecilochroa Westring, 1874.
79. Zelotes rusticus (L. Koch, 1872); trasferita al genere Urozelotes Mello-Leitão, 1938.
80. Zelotes samoensis Berland, 1934; trasferita al genere Trachyzelotes Lohmander, 1944.
81. Zelotes schmitzi (Kulczynski, 1899); trasferita al genere Heser Tuneva, 2004.
82. Zelotes scutatus Mello-Leitão, 1939; trasferita al genere Urozelotes Mello-Leitão, 1938.
83. Zelotes silvestrii (Simon, 1905); trasferita al genere Apopyllus Platnick & Shadab, 1984.
84. Zelotes solstitialis Levy, 1998; trasferita al genere Civizelotes Senglet, 2012.
85. Zelotes sorex Denis, 1944; trasferita al genere Trachyzelotes Lohmander, 1944.
86. Zelotes spiribulbis Denis, 1952; trasferita al genere Setaphis Simon, 1893.
87. Zelotes stylus Di Franco, 1994; trasferita al genere Setaphis Simon, 1893.
88. Zelotes syntheticus (Chamberlin, 1924); trasferita al genere Synaphosus Platnick & Shadab, 1980.
89. Zelotes thomasi Caporiacco, 1949; trasferita al genere Xerophaeus Purcell, 1907.
90. Zelotes tobari Mello-Leitão, 1940; trasferita al genere Camillina Berland, 1919.
91. Zelotes trichopus Roewer, 1928; trasferita al genere Synaphosus Platnick & Shadab, 1980.
92. Zelotes tucumanus Mello-Leitão, 1941; trasferita al genere Camillina Berland, 1919.
93. Zelotes unanimus Mello-Leitão, 1947; trasferita al genere Apopyllus Platnick & Shadab, 1984.
94. Zelotes ursinus (O. Pickard-Cambridge, 1872); trasferita al genere Trachyzelotes Lohmander, 1944.
95. Zelotes vastus Hu, 1989; trasferita al genere Haplodrassus Chamberlin, 1922.
96. Zelotes villicoides Giltay, 1932; trasferita al genere Drassyllus Chamberlin, 1922.
97. Zelotes villicus (Thorell, 1875); trasferita al genere Drassyllus Chamberlin, 1922.
98. Zelotes vinealis (Kulczynski, 1897); trasferita al genere Drassyllus Chamberlin, 1922.
99. Zelotes x-notatus (Bösenberg & Strand, 1906); trasferita al genere Cladothela Kishida, 1928.
100. Zelotes zagistus Ponomarev, 1981; trasferita al genere Trachyzelotes Lohmander, 1944.

### Sinonimi
1. Zelotes aculeatus (Purcell, 1908); posta in sinonimia con Z. invidus (Purcell, 1907) a seguito di un lavoro dell'aracnologa FitzPatrick del 2007[1].
2. Zelotes adolescentulus Denis, 1952; posta in sinonimia con Z. callidus (Simon, 1878) a seguito di un lavoro dell'aracnologo Senglet del 2004, quando era denominata Z. ruscinensis.
3. Zelotes anchora Tucker, 1923; posta in sinonimia con Z. reduncus (Purcell, 1907) a seguito di un lavoro dell'aracnologa FitzPatrick del 2007.
4. Zelotes anchoralis (Purcell, 1908), trasferita qui dal genere Setaphis e posta in sinonimia con Z. scrutatus (O. Pickard-Cambridge, 1872) a seguito di un lavoro dell'aracnologa FitzPatrick del 2007.
5. Zelotes antiope (Simon, 1878); posta in sinonimia con Z. laetus (O. Pickard-Cambridge, 1872) a seguito di un lavoro dell'aracnologo Levy (1998c).
6. Zelotes arzanovi Ponomarev & Tsvetkov, 2006; posta in sinonimia con Z. azsheganovae Esyunin & Efimik, 1992 a seguito di uno studio di Mikhailov (2010b).
7. Zelotes baram Levy, 2009; posta in sinonimia con Z. balcanicus Deltshev, 2006 a seguito di uno studio dell'aracnologo Senglet del 2012, contra un analogo lavoro dell'aracnologa Chatzaki (2010b).
8. Zelotes bechuanicus (Purcell, 1908), trasferita qui dal genere Setaphis e posta in sinonimia con Z. scrutatus (O. Pickard-Cambridge, 1872 a seguito di un lavoro dell'aracnologa FitzPatrick del 2007.
9. Zelotes bicolor (Simon, 1908), trasferita qui dal genere Setaphis e posta in sinonimia con Z. scrutatus (O. Pickard-Cambridge, 1872 a seguito di un lavoro dell'aracnologo Levy (1998c).
10. Zelotes bimammillatus (Caporiacco, 1941); posta in sinonimia con Z. mediocris (Kulczynski, 1901) a seguito di un lavoro dell'aracnologa FitzPatrick del 2007.
11. Zelotes brignolii Di Franco & Pantini, 2000; posta in sinonimia con Z. sardus (Canestrini, 1873) a seguito di un lavoro dell'aracnologo Senglet del 2004.
12. Zelotes bucharensis Charitonov, 1946; posta in sinonimia con Z. scrutatus (O. Pickard-Cambridge, 1872) a seguito di un lavoro degli aracnologi Chatzaki, Thaler & Mylonas del 2003.
13. Zelotes bursarius Miller, 1943; posta in sinonimia con Z. atrocaeruleus (Simon, 1878) a seguito di un lavoro dell'aracnologo Miller del 1967.
14. Zelotes calvanisticus Chamberlin, 1924; posta in sinonimia con Z. monachus Chamberlin, 1924 a seguito di uno studio degli aracnologi Platnick & Shadab (1983a).
15. Zelotes chicano Gertsch & Riechert, 1976; posta in sinonimia con Z. lasalanus Chamberlin, 1928 a seguito di uno studio degli aracnologi Platnick & Shadab (1983a).
16. Zelotes circumspectus (Simon, 1878); posta in sinonimia con Z. tenuis (L. Koch, 1866) a seguito di un lavoro degli aracnologi Platnick & Shadab, 1983a, quando era denominata Z. pallidus.
17. Zelotes cofiniotes (Roewer, 1928), trasferita qui dal genere Drassodes e posta in sinonimia con Z. scrutatus (O. Pickard-Cambridge, 1872) a seguito di un lavoro dell'aracnologo Levy (1998c).
18. Zelotes cronwrighti (Purcell, 1907); posta in sinonimia con Z. gooldi (Purcell, 1907) a seguito di un lavoro dell'aracnologa FitzPatrick del 2007.
19. Zelotes curinus (O. Pickard-Cambridge, 1874); posta in sinonimia con Z. scrutatus (O. Pickard-Cambridge, 1872) a seguito di un lavoro dell'aracnologo Levy (1998c).
20. Zelotes declinans (Kulczynski, 1897); posta in sinonimia con Z. segrex (Simon, 1878) a seguito di un lavoro dell'aracnologo Senglet del 2004.
21. Zelotes demonaicus Lawrence, 1927; posta in sinonimia con Z. scrutatus (O. Pickard-Cambridge, 1872) a seguito di un lavoro dell'aracnologa FitzPatrick del 2007.
22. Zelotes denisi Marinaro, 1967; posta in sinonimia con Z. criniger Denis, 1937 a seguito di uno studio dell'aracnologo Senglet del 2011.
23. Zelotes donnezanus Denis, 1961; posta in sinonimia con Z. cyanescens Simon, 1914 a seguito di uno studio dell'aracnologo Senglet del 2004, dopo analoghe considerazioni evidenziate dal collega Jézéquel (1962b).
24. Zelotes elolensis Caporiacco, 1941; posta in sinonimia con Z. laetus (O. Pickard-Cambridge, 1872) a seguito di un lavoro dell'aracnologa FitzPatrick del 2007.
25. Zelotes fuliginoides (Hewitt, 1915); posta in sinonimia con Z. fuligineus (Purcell, 1907) a seguito di un lavoro dell'aracnologa FitzPatrick del 2007.
26. Zelotes fuscotestaceus (Simon, 1878); posta in sinonimia con Z. tenuis (L. Koch, 1866) a seguito di un lavoro dell'aracnologo Senglet del 2011.
27. Zelotes hewitti Tucker, 1923; posta in sinonimia con Z. humilis (Purcell, 1907) a seguito di un lavoro dell'aracnologa FitzPatrick del 2007.
28. Zelotes ilotarum (Simon, 1884); posta in sinonimia con Z. cingarus (O. Pickard-Cambridge, 1874) a seguito di un lavoro dell'aracnologa Chatzaki (2010b).
29. Zelotes impexus (Simon, 1886); posta in sinonimia con Z. scrutatus (O. Pickard-Cambridge, 1872) a seguito di un lavoro dell'aracnologa FitzPatrick del 2007.
30. Zelotes inauratus (O. Pickard-Cambridge, 1872); posta in sinonimia con Z. laetus (O. Pickard-Cambridge, 1872) a seguito di un lavoro dell'aracnologo Levy (1998c).
31. Zelotes inheritus Kaston, 1945; posta in sinonimia con Z. pullus (Bryant, 1936) a seguito di un lavoro degli aracnologi Platnick & Shadab (1983a).
32. Zelotes iustus (Kulczynski, 1911); posta in sinonimia con Z. sarawakensis (Thorell, 1890) a seguito di un lavoro degli aracnologi Platnick & Ovtsharenko del 1995.
33. Zelotes jezequeli Braun, 1963; posta in sinonimia con Z. similis (Kulczynski, 1887) a seguito di un lavoro dell'aracnologo Thaler (1981c).
34. Zelotes kodaensis Miller & Buchar, 1977; posta in sinonimia con Z. puritanus Chamberlin, 1922 a seguito di uno studio degli aracnologi Platnick & Shadab (1983a).
35. Zelotes kukushkini Kovblyuk, 2006; posta in sinonimia con Z. fuscus (Thorell, 1875) a seguito di un lavoro degli aracnologi Kovblyuk, Marusik & Omelko del 2013.
36. Zelotes labilis Simon, 1914; posta in sinonimia con Z. segrex (Simon, 1878) a seguito di un lavoro dell'aracnologo Senglet del 2004.
37. Zelotes louronensis Denis, 1960; posta in sinonimia con Z. apricorum (L. Koch, 1876) a seguito di un lavoro dell'aracnologo Senglet del 2004.
38. Zelotes lugens Denis, 1941; posta in sinonimia con Z. callidus (Simon, 1878) a seguito di un lavoro dell'aracnologo Senglet del 2004, quando era denominata Z. ruscinensis.
39. Zelotes massiliensis Soyer, 1967; posta in sinonimia con Z. callidus (Simon, 1878) a seguito di un lavoro dell'aracnologo Senglet del 2004, quando era denominata Z. ruscinensis.
40. Zelotes milleri Wunderlich, 1969; posta in sinonimia con Z. aeneus (Simon, 1878) a seguito di un lavoro dell'aracnologo Wunderlich (1974b).
41. Zelotes montanus (Purcell, 1907); posta in sinonimia con Z. fuligineus (Purcell, 1907) a seguito di un lavoro dell'aracnologa FitzPatrick del 2007.
42. Zelotes montereus Chamberlin, 1922; posta in sinonimia con Z. discens Chamberlin, 1922 a seguito di uno studio degli aracnologi Platnick & Shadab (1983a).
43. Zelotes montivagus Tucker, 1923; posta in sinonimia con Z. humilis (Purcell, 1907) a seguito di un lavoro dell'aracnologa FitzPatrick del 2007.
44. Zelotes nannus Chamberlin & Gertsch, 1940; posta in sinonimia con Z. nannodes Chamberlin, 1936 a seguito di uno studio degli aracnologi Platnick & Shadab (1983a).
45. Zelotes omissus Chamberlin, 1936; posta in sinonimia con Z. perditus Chamberlin, 1922 a seguito di uno studio degli aracnologi Platnick & Shadab (1983a).
46. Zelotes oneili (Purcell, 1907); posta in sinonimia con Z. scrutatus (O. Pickard-Cambridge, 1872) a seguito di un lavoro dell'aracnologa FitzPatrick del 2007.
47. Zelotes ornatus Tucker, 1923; posta in sinonimia con Z. lightfooti (Purcell, 1907) a seguito di un lavoro dell'aracnologa FitzPatrick del 2007.
48. Zelotes pallidus (O. Pickard-Cambridge, 1874); posta in sinonimia con Z. tenuis (L. Koch, 1866) a seguito di un lavoro dell'aracnologo Platnick (1989b).
49. Zelotes picinus (O. Pickard-Cambridge, 1872); posta in sinonimia con Z. scrutatus (O. Pickard-Cambridge, 1872) a seguito di un lavoro dell'aracnologo Levy (1998c).
50. Zelotes protestans Chamberlin, 1924; posta in sinonimia con Z. monachus Chamberlin, 1924 a seguito di un lavoro degli aracnologi Platnick & Shadab (1983a).
51. Zelotes pseudoclivicola Grimm, 1982; posta in sinonimia con Z. gallicus Simon, 1914 a seguito di uno studio dell'aracnologo Senglet del 2004.
52. Zelotes pullatus Fox, 1938; posta in sinonimia con Z. tuobus Chamberlin, 1919 a seguito di uno studio degli aracnologi Platnick & Shadab (1983a).
53. Zelotes pyrethri (Strand, 1915); posta in sinonimia con Z. tenuis (L. Koch, 1866) a seguito di un lavoro dell'aracnologo Levy (1998c).
54. Zelotes reconditus Simon, 1914; posta in sinonimia con Z. egregius Simon, 1914 a seguito di uno studio dell'aracnologo Senglet del 2004.
55. Zelotes reformans Chamberlin, 1924; posta in sinonimia con Z. laetus (O. Pickard-Cambridge, 1872) a seguito di un lavoro dell'aracnologo Levy (1998c).
56. Zelotes ruscinensis Simon, 1914; posta in sinonimia con Z. callidus (Simon, 1878) a seguito di un lavoro dell'aracnologo Senglet del 2011, quando era denominata Z. semirufus.
57. Zelotes salensis Berland, 1936; posta in sinonimia con Z. laetus (O. Pickard-Cambridge, 1872) a seguito di un lavoro dell'aracnologa FitzPatrick del 2007.
58. Zelotes scutatus (O. Pickard-Cambridge, 1872); posta in sinonimia con Z. scrutatus (O. Pickard-Cambridge, 1872) a seguito di un lavoro dell'aracnologo Levy (1998c).
59. Zelotes semirufus (L. Koch, 1882); posta in sinonimia con Z. callidus (Simon, 1878) a seguito di un lavoro degli aracnologi Bosmans & Van Keer (2012a).
60. Zelotes serotinus (L. Koch, 1866); posta in sinonimia con Z. longipes (L. Koch, 1866) a seguito di un lavoro dell'aracnologo Tullgren, 1946.
61. Zelotes sidama Caporiacco, 1941; posta in sinonimia con Z. scrutatus (O. Pickard-Cambridge, 1872) a seguito di un lavoro dell'aracnologa FitzPatrick del 2007.
62. Zelotes silvicola Denis, 1962; posta in sinonimia con Z. cyanescens Simon, 1914 a seguito di uno studio dell'aracnologo Senglet del 2004, dopo analoghe considerazioni sviluppate da Jézéquel (1962b).
63. Zelotes simoni (Purcell, 1907); posta in sinonimia con Z. fuligineus (Purcell, 1907) a seguito di un lavoro dell'aracnologa FitzPatrick del 2007.
64. Zelotes simplex Denis, 1937; posta in sinonimia con Z. scrutatus (O. Pickard-Cambridge, 1872) a seguito di un lavoro dell'aracnologo Levy (1998c).
65. Zelotes solitarius Lawrence, 1936; posta in sinonimia con Z. radiatus Lawrence, 1928 a seguito di uno studio dell'aracnologa FitzPatrick del 2007.
66. Zelotes sumchi Levy, 1998; posta in sinonimia con Z. metellus Roewer, 1928 a seguito di uno studio dell'aracnologo Senglet del 2011.
67. Zelotes teidei Schmidt, 1968; posta in sinonimia con Z. manzae (Strand, 1908) a seguito di un lavoro dell'aracnologo Wunderlich del 2011.
68. Zelotes tintinnus Paik, 1986; posta in sinonimia con Z. kimwha Paik, 1986 a seguito di uno studio dell'aracnologo Kamura del 2003.
69. Zelotes tolaensis Loksa, 1965; posta in sinonimia con Z. potanini Schenkel, 1963 a seguito di uno studio degli aracnologi Ovtsharenko & Marusik del 1988.
70. Zelotes tristellus (Tullgren, 1910); posta in sinonimia con Z. guineanus (Simon, 1907) a seguito di un lavoro dell'aracnologa FitzPatrick del 2007.
71. Zelotes tristiculus (O. Pickard-Cambridge, 1874); posta in sinonimia con Z. laetus (O. Pickard-Cambridge, 1872) a seguito di un lavoro dell'aracnologo Levy (1998c).
72. Zelotes ungulus Tucker, 1923; posta in sinonimia con Z. natalensis Tucker, 1923 a seguito di uno studio dell'aracnologa FitzPatrick del 2007.
73. Zelotes vespertilionis Tucker, 1923; posta in sinonimia con Z. bastardi (Simon, 1896) a seguito di un lavoro dell'aracnologa FitzPatrick del 2007.
74. Zelotes violaceus (C. L. Koch, 1839); posta in sinonimia con Z. subterraneus (C. L. Koch, 1833) a seguito di un lavoro dell'aracnologo Tullgren del 1942.
75. Zelotes vryburgensis Tucker, 1923; posta in sinonimia con Z. sclateri Tucker, 1923 a seguito di uno studio dell'aracnologa FitzPatrick del 2007.
76. Zelotes yutian Platnick & Song, 1986; posta in sinonimia con Z. mundus (Kulczynski, 1897) a seguito di un lavoro dell'aracnologo Milasowszky et al., del 2007.